# ناب (قرية)
ناب هي إحدى القرى المحتلة والمدمرة التابعة لمركز فيق التابع لمحافظة القنيطرة في هضبة الجولان بجنوب غرب سوريا ، حيث تعتبر قرية قديمة في جنوب الجولان المحتل يعود أعمارها إلى العهد الروماني والبيزنطي، مع بدايات القرن التاسع عشر سكنتها قبائل بدوية،التي استقرت فيها لوفرة المياة فيها . كانت القرية تتبع اداريا إلى مدينة فيق وتتبادل التجارة والبضاعة مع القرى المحيطة حولها في حيتل، ام الزيتون، العال، العديسة وخسفين .أما اليوم فقد تم بناء مستوطنة نوف مكان القرية المهجرة 
إشتهرت القرية بالزراعة وتربية النحل وزراعة أشجار الريحان ذات الروائح الزكية التي تستخدم أيضا كنبات تزييني وخارجي وسياجي ويستخدم في تزيين الأفراح والأتراح وفي القبور، وتستخدم ثماره الخضراء المجففة في صناعة التوابل. ووفقا لأحاديث أوائل المستوطنين من قوات الناحل التابعة للجيش الإسرائيلي الذين اقتحموا القرية فان عدد قليل من سكان القرية بقوا في منازلهم المبنية من الاحجار السوداء والسطوح الترابية، وقسمن من البيوت كان اسمنتيا يستخدم لخدمة العسكريين وأصحاب المركز في القرية ومحيطها، وكانت البيوت مسيجة بالورود والنباتات وتفوح منها روائح عطرة جدا. وقد أمر القائد العسكري لقوات غولاني من السكان الباقين مغادرة القرية والتوجه نحو القنيطرة خلال 48 ساعة، وسمح لهم اصطحاب الابقار ورؤوس الماعز والدجاج والبغال التي كانوا يملكونها .